# Реунков, Алексей Михайлович
Алексей Михайлович Реунко́в (28 января 1984, Златоуст, Челябинская область СССР) — российский легкоатлет, бегун на длинные дистанции.
Участник Олимпийских игр 2012 года в марафоне: 14 место с результатом 2:13.49. Результат Алексея оказался лучшим среди трёх российских марафонцев-участников. Более того, Алексей опередил нескольких африканских топ-марафонцев, в числе которых оказался и Эммануэль Мутаи.
Был отобран в олимпийскую команду благодаря хорошему результату, показанному на Франкфуртском марафоне 2011 года (2:09.54). По требованию руководства в 2012 году вплоть до Олимпиады не участвовал в коммерческих марафонах, и лишь пробежал три полумарафона для поддержания формы.
В августе 2014 года на Чемпионате Европы, который проходил в швейцарском Цюрихе, завоевал бронзовую медаль в марафоне. А также привел команду России к победе в Кубке Европы (по сумме результатов 3 участников).
В апреле 2015 года принимал участие в престижном Лондонском марафоне, в котором занял высокое 9 место с результатом 2:10.10.
В 2016году вошёл в состав сборной России для участия в ХХХI Олимпийских Играх в Рио-де-Жанейро, но в связи с отстранением всей легкоатлетической команды от международных соревнований, участия не принимал.

## Достижения
24 июля 2003 года завоевал серебряную медаль на Чемпионате Европы U20 в беге на 10000м в Тампере (Финляндия).
В декабре 2003 года в Эдинбурге (Великобритания)стал бронзовым призёром Чемпионата Европы по кроссу U20 в личном зачете, а в составе команды юниоров ещё и чемпионом.
В 2007 году финишировал вторым на Чемпионате страны на дистанции 10000м −28.41.
В 2008 году стал победителем Чемпионата России в помещении на дистанции 3000м с результатом 7.59,12.
В 2009 году принимал участие во Всемирной Универсиаде в Белграде (Сербия), где занял обидное 4 место на дистанции 10000м с личным рекордом 28.21,68.
Дебютировал на марафонской дистанции 14 февраля 2010 года, заняв 9 место на марафоне в Севилье (Испания) с результатом 2:15.48.
3 марта 2013 года финишировал 13 м на марафоне «Lake Biwa» в японском городе Оцу с результатом 2:11.41.
2 марта 2014 года занял 14-е место на Римском полумарафоне с результатом 1:03.32. 13 апреля выступил на Венском марафоне, на котором занял 7-е место — 2:11.08.
Сезон 2015 года начал с выступления на Римском полумарафоне, на котором финишировал на 12-м месте — 1:03.41.
26 апреля 2015 на Лондонском марафоне занял 9-е место с результатом 2:10:10.
В августе 2015 в составе сборной России участвовал в Чемпионате Мира в г. Пекине(Китай), где финишировал на 17 позиции с результатом 2:18.12.
В 2018 году стал чемпионом России по марафону с результатом 2:12.20.
12 сентября 2021 года выиграл Сибирский международный марафон с результатом 2:15.39.